# SN 2008cv
SN 2008cv – supernowa typu Ia odkryta 2 czerwca 2008 roku w galaktyce E598-G22. W momencie odkrycia miała maksymalną jasność 17,00m.